# دروبماير
دروبماير (Dropmire) هو أحد برامج المراقبة السرية التابعة لـوكالة الأمن القومي ويهدف إلى مراقبة السفارات الأجنبية وموظفي السلك الدبلوماسي بما في ذلك حلفاء الناتو. وقد تم الكشف عن وجود هذا البرنامج في يونيو 2013 على يد أحد كاشفي الفساد، وهو إدوارد سنودن، في صحيفة الغارديان. ويكشف التقرير أن 38 من السفارات الأجنبية على الأقل كانت تحت المراقبة والبعض منها تحت المراقبة منذ عام 2007.
في وقت سابق من الشهر، ذكرت صحيفة الغارديان أن وكالة الأمن القومي تجسست على الدبلوماسيين خلال قمة العشرين بلندن عام 2009 ولكن لم يكشف عن أي اسم دقيق للبرنامج في ذلك الوقت.
ويعود كشف تجسس الولايات المتحدة على الدبلوماسيين إلى عام 2010 عندما تم الكشف عن أن وكالات الولايات المتحدة تجسست على الأمين العام للأمم المتحدة بان كي مون – ولم يُعرف أن ذلك كان جزءًا من برنامج ممنهج.